# إليزابيث هاردويك (كاتبة)
إليزابيث هاردويك (بالإنجليزية: Elizabeth Hardwick)‏ (27 يوليو 1916، ليكسينغتون في الولايات المتحدة - 2 ديسمبر 2007، مانهاتن في الولايات المتحدة)؛ صحفية، كاتِبة وروائية أمريكية.

## الجوائز
- زمالة غوغنهايم

## روابط خارجية
- إليزابيث هاردويك على موقع الموسوعة البريطانية (الإنجليزية)
- إليزابيث هاردويك على موقع إن إن دي بي (الإنجليزية)